# Carin ter Beek
Carin Anuschka ter Beek (ur. 29 grudnia 1970 w Groningen) – holenderska wioślarka. Srebrna medalistka olimpijska z Sydney.
Zawody w 2000 były jej jedynymi igrzyskami olimpijskimi. W Sydney medal zdobyła w ósemce. Brała udział w kilku edycjach mistrzostwach świata i zawodach pucharu globu. W czwórce bez sternika dwukrotnie zajmowała trzecie miejsce na mistrzostwach świata (1998 i 2001).